# 冰島國家廣播公司 (電視頻道)
冰島國家廣播公司是冰島國家廣播公司一條於1966年開播的電視頻道，是冰島國內第一條以及歷史最為悠久的電視頻道。這條頻道主要播放新聞、體育、文化、娛樂和兒童節目，以及來自美國、英國與北歐五國的電影。